# Giuliano Montaldo
Giuliano Montaldo (Genova, 22 febbraio 1930 – Roma, 6 settembre 2023) è stato un regista, sceneggiatore e attore italiano.

## Biografia

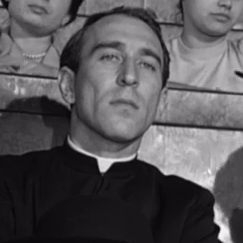
Giuliano Montaldo nel film Il momento più bello (1957) di Luciano Emmer

Dopo alcune esperienze come attore (Achtung! Banditi!, 1952; Cronache di poveri amanti, 1954, entrambi di Carlo Lizzani), esordì come regista con Tiro al piccione (1961) e proseguì con Una bella grinta (1965), ma ottenne successo con produzioni meno impegnate.
Affrontò poi una trilogia spettacolare sul potere: Gott mit uns (1970), Sacco e Vanzetti (1971) e Giordano Bruno (1973), rispettivamente sul potere militare, giudiziario e religioso.
Con L'Agnese va a morire (1976) tornò al tema della Resistenza, passando quindi ad esperienze televisive con Circuito chiuso (1978), il colossale Marco Polo (1982) e altri lavori sperimentali sui sistemi ad alta definizione. Nello stesso periodo girò il film drammatico noir Il giocattolo (1979) con Nino Manfredi e la produzione di Sergio Leone, sorta di risposta italiana a Taxi Driver, opera perfettamente calata nel clima italiano di paura e paranoia degli Anni di piombo.
Tra gli altri film degni di nota vi furono Gli occhiali d'oro (1987), Il giorno prima (1987), Tempo di uccidere (1989), Le stagioni dell’aquila (documentario del 1998).
Nel 2006 apparve nel film di Nanni Moretti Il caimano interpretando Franco Caspio, anziano regista alle prese da anni con i tentativi di girare un fantomatico Il ritorno di Cristoforo Colombo per poi riuscire a realizzarlo.
Tornò alla regia col film I demoni di San Pietroburgo (2008) e il documentario L'oro di Cuba (2009).
Nel 2011 fu invece il regista de L'industriale, film presentato fuori concorso al Festival Internazionale del Film di Roma.
Quanto alle onorificenze ricevute, nel 2007 venne premiato con il David di Donatello alla carriera, mentre nel 2018 fu insignito di quello come migliore attore non protagonista per la sua interpretazione in Tutto quello che vuoi, film del 2017 diretto da Francesco Bruni.
Morì a Roma il 6 settembre 2023, all'età di 93 anni.

## Vita privata
Giuliano Montaldo si sposò con Vera Pescarolo, figlia dell'attrice drammatica Vera Vergani, la cui storia viene raccontata dalla coppia e dalla loro figlia Elisabetta Montaldo nella puntata dedicata alla grande interprete della docuserie Il segno delle donne di Marco Spagnoli, produzione Anele, andata in onda su Rai Storia. Vera Vergani è interpretata da Matilde Gioli.
Spagnoli diresse già nel 2012 il documentario Quattro volte vent'anni incentrato sulla vita e la carriera di Montaldo, prodotto da Madeleine. A Montaldo venne attribuito un Nastro d'Argento Speciale per la sua "interpretazione" nel documentario e ricevette il Premio Del Biografilm Festival di Bologna. 
Nel 2020 Fabrizio Corallo realizzò il documentario Vera & Giuliano sulla vita privata e professionale della coppia, cui Montaldo stesso l'anno successivo ha dedicato il libro Un grande amore edito da La nave di Teseo.

## Filmografia

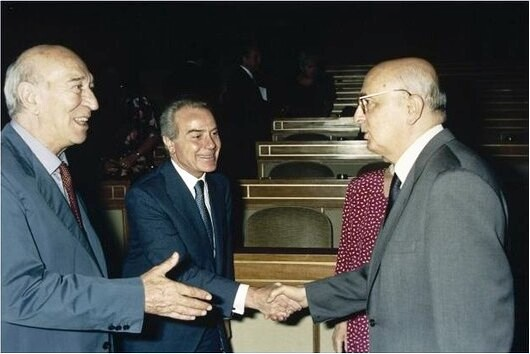
Giuliano Montaldo con Gianni Letta e Giorgio Napolitano nel 1993

### Regista
- Tiro al piccione (1961)
- Nudi per vivere – documentario (1963) - firmato assieme a Elio Petri e Giulio Questi con lo pseudonimo di Elio Montesti
- Extraconiugale, episodio La moglie svedese (1964)
- Genova: Ritratto di una città – cortometraggio documentaristico (1964)
- Una bella grinta (1965)
- Ad ogni costo (1967)
- Gli intoccabili (1969)
- Gott mit uns (Dio è con noi) (1970)
- Sacco e Vanzetti (1971)
- Giordano Bruno (1973)
- L'Agnese va a morire (1976)
- Circuito chiuso – film TV (1978)
- Il giocattolo (1979)
- Arlecchino – cortometraggio (1982)
- Marco Polo – miniserie TV, 8 episodi (1982-1983)
- L'addio a Enrico Berlinguer – documentario collettivo (1984)
- Il giorno prima (1987)
- Gli occhiali d'oro (1987)
- Tempo di uccidere (1989)
- Ci sarà una volta – documentario (1992)
- Roma dodici novembre 1994 – cortometraggio documentaristico collettivo (1995)
- Le stagioni dell'aquila – documentario (1997)
- I demoni di San Pietroburgo (2008)
- L'oro di Cuba – documentario (2009)
- Salvare Procida – cortometraggio documentaristico (2009) - firmato insieme a Silvia Giulietti
- L'industriale (2011)

### Attore
- Achtung! Banditi!, regia di Carlo Lizzani (1951)
- La cieca di Sorrento, regia di Giacomo Gentilomo (1953)
- Ai margini della metropoli, regia di Carlo Lizzani (1953)
- Cronache di poveri amanti, regia di Carlo Lizzani (1954)
- Terza liceo, regia di Luciano Emmer (1954) – accreditato come Giuliano Monteldo
- Gli sbandati, regia di Francesco Maselli (1955)
- La donna del giorno, regia di Francesco Maselli (1957)
- Kean - Genio e sregolatezza, regia di Vittorio Gassman (1957) – non accreditato
- Il momento più bello, regia di Luciano Emmer (1957)
- Il marito bello: Il nemico di mia moglie, regia di Gianni Puccini (1959) – non accreditato
- L'assassino, regia di Elio Petri (1961) – non accreditato
- Extraconiugale, regia di Massimo Franciosa, episodio La doccia (1964)
- Una bella grinta, regia di Giuliano Montaldo (1965) – non accreditato
- Il morbidone, regia di Massimo Franciosa (1965) – non accreditato
- Il lungo silenzio, regia di Margarethe von Trotta (1993)
- Un eroe borghese, regia di Michele Placido (1995)
- Il caimano, regia di Nanni Moretti (2006)
- The Haunting of Helena, regia di Christian Bisceglia e Ascanio Malgarini (2012)
- L'abbiamo fatta grossa, regia di Carlo Verdone (2016)
- Tutto quello che vuoi, regia di Francesco Bruni (2017)
- Un'ora sola, regia di Serena Corvaglia (2022) – cortometraggio

## Riconoscimenti
- David di Donatello
  - 2007 – David speciale alla carriera
  - 2018 – Miglior attore non protagonista per Tutto quello che vuoi
- Globo d'oro
  - 2021 – Globo d'oro alla carriera[6]
- Grifo d'Oro
  - 2013 – La città di Genova gli attribuisce il Grifo d'Oro[7]
- Festival del Cinema Città di Spello ed i Borghi Umbri "Le Professioni del Cinema"         
  - 2015 Premio all'Eccellenza